# Vingt-troisième district congressionnel de Californie
Le 23e district congressionnel de Californie est un district de l'État américain de Californie. Le district est représenté au 118e Congrès des États-Unis par le Républicain Jay Obernolte.
À la suite du cycle de redécoupage des États-Unis de 2020, le district est ancré dans le Comté de San Bernardino et comprend également des parties des comtés de Kern et de Los Angeles. Il est principalement dans le Désert des Mojaves. Les villes du nouveau 23e district comprennent Victorville, Hesperia, Adelanto, Apple Valley, Barstow, Twentynine Palms, Big Bear Lake, California City, Loma Linda, Yucaipa, le sud de Redlands et de petites parties de Highland et de San Bernardino. Il compte également l'une des populations militaires en service actif les plus élevées du pays, comprenant le centre d'entraînement national de Fort Irwin, la base logistique du Corps des Marines de Barstow et le centre de combat aérien et terrestre du Corps des Marines Twentynine Palms.

## Histoire
De 2003 à 2013, le district longeait les côtes pacifiques des comtés de Ventura, Santa Barbara et San Luis Obispo. Les principales villes du district comprenaient Santa Barbara, San Luis Obispo, Ventura et Oxnard.Avant le redécoupage par la California Citizens Redistricting Commission en 2011, le 23e district congressionnel de Californie était l'un des districts les plus étroits des États-Unis, s'étendant le long de la côte pacifique d'Oxnard à la limite du Comté de Monterey. On l'appelait souvent "le quartier qui disparaît à marée haute" ou le "ruban de la honte". Cette zone est désormais divisée entre les 24e et 26e districts, tandis que l'actuel 23e couvre une grande partie du territoire qui appartenait auparavant au 22e district.

## Géographie
| #  | Comté          | Siège          | Population |
| -- | -------------- | -------------- | ---------- |
| 71 | San Bernardino | San Bernardino | 2,194,710  |

Depuis le redécoupage de 2020, le 23e district congressionnel de Californie est situé dans la région de l'État couvrant le désert de Mohave. Il englobe la majorité de San Bernardino et des parties des comtés de Kern et de Los Angeles.
Le Comté de San Bernardino est divisé entre ce district, le 25e district, le 28e district, le 33e district et le 40e district. Les 23, 28 et 33 sont divisés par la Forêt nationale de San Bernardino, Manzanita Rd, Highway 15, Cajon Blvd, W Kenwood Ave, Highway 215, W Meyers Rd, Ohio Ave, Pine Ave, Bailey act, Highway 206, Devils Canyon Rd, Cloudland Truck Trail, Cloudland Cutoff, Hill Dr, W 54th St, E Hill Dr, Bonita Vista Dr, Sterling Ave, Argyle Ave, E Marshall Blvd, Rockford Ave, Lynwood Dr, La Praix St, Orchid Dr, Denair Ave, Highland Ave, Orchard Rd, Arroyo Vista Dr, Church St, Greensport Rd, Florida St, Garnet St, Nice Ave, Crafton Ave, 5th Ave, Walnut St, 6th Ave, S Wabash Ave, E Citrus Ave, N Church St, Southern California Regional Rail A, Tennessee St, Highway 10, California St, E Washington St, and S Barton Rd. Les 23e et 25e sont séparés par Power Line Rd, Telephone Pole Line Rd, Cadiz Rd, Arizona & California Rail, San Bernardino National Forest, East Mojave Heritage Trail, Sunflower Springs Spur, Sunflower Springs Rd, Needles Freeway, Mountain Springs Rd, Goffs Rd, and Walter Rd. Le 23e district comprend les villes de Redlands, Highland, San Bernardino, Victorville, Barstow, Twentynine Palms, Adelanto, Yucaipa, Loma Linda, Apple Valley, Hesperia, Colton, Big Bear Lake, Yucca Valley et les census-designated places de Searles Valley, Fort Irwin, Baker, Yermo, Silver Lakes, Pinon Hills, Phelan, Oak Hills, Mountain View Acres, Spring Valley Lake, Mentone, Oak Glen, Crestline, Lake Arrowhead, Running Springs, Lucerne Valley, Big Bear City, Morongo Valley, Joshua Tree et Homstead Valley.
Le Comté de Kern est divisé entre ce district et le 20e district. Ils sont séparés par la Mojave-Barstow Highway, Treescape Rd, Oak Creek Rd, Anajanette Ave, 70th St W, Highway 58, Homer Hansen Private Rd, Aerospace Highway, Redrock Randsburgs Rd, Garlock Rd, Iron Canyon, and Union Pacific. Le 23e district contient une partie de la census-designated place de Mojave, la ville de California City et les census-designateds places de North Edwards, Randsburg et Johannesburg.
Le Comté de Los Angeles est divisé entre ce district, le 27e district et le 28e district. Ils sont divisés par la Angeles National Forest, Linda Mesa Rd, San Gabriel Mountains, Fort Tejon Rd, 121st St E, 123rd St E, 126th St E, Highway N6, Highway 138, 136th St E, Longview Rd, E Avenue S, 140th St E, E Avenue H, 120th St E. Le 23e district comprend la census-designated place de Lake Los Angeles.

### Villes et Census-designated places de 10 000 habitants ou plus
- San Bernardino - 222 101
- Victorville - 134 810
- Hesperia - 99 818
- Apple Valley - 75 791
- Redlands - 73 168
- Highlands - 56 999
- Yucaipa - 54 542
- Colton - 53 909
- Adelanto - 38 046
- Twentynine Palms - 28 065
- Barstow - 25 415
- Loma Linda - 24 791
- Yucca Valley - 21 738
- California City - 14 973
- Phelan - 13 859
- Lake Los Angeles - 13 187
- Big Bear City - 12 738
- Lake Arrowhead - 12 401
- Crestline - 11 650

### Villes de 2500 à 10 000 personnes
- Spring Valley Lake - 9598
- Mentone - 9557
- Oak Hills - 9450
- Fort Irwin - 8845
- Pinon Hills - 7258
- Joshua Tree 6589
- Silver Lakes - 6317
- Lucerne Valley - 5331
- Running Springs - 5268
- Big Bear Lake - 5046
- Mojave - 4699
- Lenwood - 3623
- Morongo Valley - 3514
- Mountain View Acres - 337
- Homestead Valley - 2789

## Historique de vote
| Année | Poste      | Résultats                      |
| ----- | ---------- | ------------------------------ |
| 1992  | Président  | Clinton 38,4 % - 34,5 %        |
| 1992  | Sénateur   | Herschensohn 49,4 % - 40,6 %   |
| 1992  | Sénateur   | Feinstein 46,2 % - 45,3 %      |
| 2000  | Président  | Gore 48,2 % - 46,9 %           |
| 2000  | Sénateur   | Feinstein 51,2 % - 41,5 %      |
| 2002  | Gouverneur | Davis 48,0 % - 40,7 %          |
| 2003  | Rappel,    | Oui 52,8 % - 47,2 %            |
| 2003  | Rappel,    | Schwarzenegger 42,4 % - 35,2 % |
| 2004  | Président  | Kerry 58,3 % - 40,3 %          |
| 2004  | Sénateur   | Boxer 60,2 % - 34,8 %          |
| 2006  | Gouverneur | Schwarzenegger 53,6 % - 41,1 % |
| 2006  | Sénateur   | Feinstein 62,3 % - 33,1 %      |
| 2008  | Président  | Obama 65,3 % - 32,3 %          |
| 2010  | Gouverneur | Brown 55,9 % - 38,5 %          |
| 2010  | Sénateur   | Boxer 55,9 % - 38,4 %          |
| 2012  | Président  | Romney 61,5 % - 36,1 %         |
| 2012  | Sénateur   | Emken 62,0 % - 38,0 %          |
| 2014  | Gouverneur | Kashkari 64,5 % - 35,5 %       |
| 2016  | Président  | Trump 58,1 % - 36,1 %          |
| 2016  | Sénateur   | Harris 54,3 % - 45,7 %         |
| 2018  | Gouverneur | Cox 62,6 % - 37,4 %            |
| 2018  | Sénateur   | de Leon 60,3 % - 39,7 %        |
| 2020  | Président  | Trump 57,1 % 41,5 %            |
| 2021  | Rappel     | Oui 63,6 % - 36,3 %            |
| 2022  | Gouverneur | Newsom 58,8 % - 42,3 %         |
| 2022  | Sénateur   | Padilla 60,8 % - 39,2 %        |

## Liste des Représentants du district
| Membre                           | Parti       | Années                          | Congrès     | Histoire électorale | Zone géographique |
| -------------------------------- | ----------- | ------------------------------- | ----------- | --- | --- |
| District créée le 3 janvier 1943 |             |                                 |             | | |
| Edouard Izac (en)                | Démocrate   | 3 janvier 1943 - 3 janvier 1947 | 78e , 79e   | Redécoupage depuis le 20e district et réélu en 1942. Réélu en 1944. Perds sa réélection.                                                                | 1943–1953 San Diego |
| Charles K. Fletcher (en)         | Républicain | 3 janvier 1947 - 3 janvier 1949 | 80e         | Élu en 1946. Perds sa réélection. | 1943–1953 San Diego |
| Clinton D. McKinnon (en)         | Démocrate   | 3 janvier 1949 - 3 janvier 1953 | 81e , 82e   | Élu en 1948. Réélu en 1950. Retrait pour se présenter comme Sénateur des États-Unis.                                                                    | 1943–1953 San Diego |
| Clyde Doyle (en)                 | Démocrate   | 3 janvier 1953 - 14 mars 1963   | 83e - 88e   | Redécoupage depuis le 18e district et réélu en 1952. Réélu en 1954. Réélu en 1956. Réélu en 1958. Réélu en 1960. Réélu en 1962. Décès.                  | 1953–1973 Los Angeles |
| Vacant                           | Vacant      | 14 mars 1963 - 11 juin 1963     | 88e         | | 1953–1973 Los Angeles |
| Del M. Clawson (en)              | Républicain | 11 juin 1963 - 3 janvier 1975   | 88e - 93e   | Élu pour terminer le mandat de Doyle. Réélu en 1964. Réélu en 1966. Réélu en 1968. Réélu en 1970. Réélu en 1972. Redécoupage vers le 33e district.      | 1953–1973 Los Angeles |
| Del M. Clawson (en)              | Républicain | 11 juin 1963 - 3 janvier 1975   | 88e - 93e   | Élu pour terminer le mandat de Doyle. Réélu en 1964. Réélu en 1966. Réélu en 1968. Réélu en 1970. Réélu en 1972. Redécoupage vers le 33e district.      | 1973–1975 Los Angeles, Orange                                                                                               |
| Thomas M. Rees (en)              | Démocrate   | 3 janvier 1975 - 3 janvier 1977 | 94e         | Redécoupage vers le 26e district et réélu en 1974. Retrait.                                                                                             | 1975–1983 Los Angeles |
| Anthony Beilenson (en)           | Démocrate   | 3 janvier 1977 - 3 janvier 1993 | 95e - 102e  | Élu en 1976. Réélu en 1978. Réélu en 1980. Réélu en 1982. Réélu en 1984. Réélu en 1986. Réélu en 1988. Réélu en 1990. Redécoupage vers le 24e district. | 1975–1983 Los Angeles |
| Anthony Beilenson (en)           | Démocrate   | 3 janvier 1977 - 3 janvier 1993 | 95e - 102e  | Élu en 1976. Réélu en 1978. Réélu en 1980. Réélu en 1982. Réélu en 1984. Réélu en 1986. Réélu en 1988. Réélu en 1990. Redécoupage vers le 24e district. | 1983–1993 Los Angeles (Nord de la Banlieue de L.A.)                                                                         |
| Elton Gallegly (en)              | Républicain | 3 janvier 1993 - 3 janvier 2003 | 103e - 107e | Redécoupage vers le 21e district et réélu en 1992. Réélu en 1994. Réélu en 1996. Réélu en 1998. Réélu en 2000. Redécoupage vers le 24e district.        | 1993–2003 Santa Barbara (Carpinteria), Ventura                                                                              |
| Lois Capps                       | Démocrate   | 3 janvier 2003 - 3 janvier 2013 | 108e - 112e | Redécoupage depuis le 22e district et réélue en 2002. Réélue en 2004. Réélue en 2006. Réélue en 2008. Réélue en 2010. Redécoupage vers le 24e district. | 2003–2013 San Luis Obispo (Partie côtière), Santa Barbara, Ventura                                                          |
| Kevin McCarthy                   | Républicain | 3 janvier 2013 - 3 janvier 2023 | 113e - 117e | Redécoupage depuis le 22e district et réélu en 2012. Réélu en 2014. Réélu en 2016. Réélu en 2018. Réélu en 2020. Redécoupage vers le 20e district.      | 2013–2023 Central Valley (Partie Sud) incluant des parties de Bakersfield C                                                 |
| Jay Obernolte                    | Républicain | 3 janvier 2023 - en cours       | 118e - 119e | Redécoupage depuis le 8e district et réélu en 2022. Réélu en 2024.                                                                                      | 2023–en cours La majeure partie de la région du comté de San Bernardino et des parties des comtés de Kern et de Los Angeles |

## Résultats des récentes élections
Voici les résultats des dix précédents cycles électoraux dans le district.

### 2004
| Élection de 2004 du 23e district congressionnel de Californie | Élection de 2004 du 23e district congressionnel de Californie | Élection de 2004 du 23e district congressionnel de Californie | Élection de 2004 du 23e district congressionnel de Californie | Élection de 2004 du 23e district congressionnel de Californie |
| ------------------------------------------------------------- | ------------------------------------------------------------- | ------------------------------------------------------------- | ------------------------------------------------------------- | ------------------------------------------------------------- |
| Parti                                                         | Parti                                                         | Candidat                                                      | Votes                                                         | %                                                             |
|                                                               | Démocrate                                                     | Lois Capps (sortante)                                         | 153 980                                                       | 63,1                                                          |
|                                                               | Républicain                                                   | Don Regan                                                     | 83 926                                                        | 34,3                                                          |
|                                                               | Libertarien                                                   | Michael Favorite                                              | 6391                                                          | 2,6                                                           |
| Total des votes                                               | Total des votes                                               | Total des votes                                               | 244 297                                                       | 100%                                                          |
|                                                               | Les Démocrates conservent                                     |                                                               |                                                               |                                                               |

### 2006
| Élection de 2006 du 23e district congressionnel de Californie | Élection de 2006 du 23e district congressionnel de Californie | Élection de 2006 du 23e district congressionnel de Californie | Élection de 2006 du 23e district congressionnel de Californie | Élection de 2006 du 23e district congressionnel de Californie |
| ------------------------------------------------------------- | ------------------------------------------------------------- | ------------------------------------------------------------- | ------------------------------------------------------------- | ------------------------------------------------------------- |
| Parti                                                         | Parti                                                         | Candidat                                                      | Votes                                                         | %                                                             |
|                                                               | Démocrate                                                     | Lois Capps (sortante)                                         | 114 661                                                       | 65,2                                                          |
|                                                               | Républicain                                                   | Victor G. Tognazzini                                          | 61 272                                                        | 34,8                                                          |
|                                                               | Write-in                                                      | H.A. Gardner Jr.                                              | 18                                                            | 0,0                                                           |
| Total des votes                                               | Total des votes                                               | Total des votes                                               | 175 951                                                       | 100%                                                          |
|                                                               | Les Démocrates conservent                                     |                                                               |                                                               |                                                               |

### 2008
| Élection de 2008 du 23e district congressionnel de Californie | Élection de 2008 du 23e district congressionnel de Californie | Élection de 2008 du 23e district congressionnel de Californie | Élection de 2008 du 23e district congressionnel de Californie | Élection de 2008 du 23e district congressionnel de Californie |
| ------------------------------------------------------------- | ------------------------------------------------------------- | ------------------------------------------------------------- | ------------------------------------------------------------- | ------------------------------------------------------------- |
| Parti                                                         | Parti                                                         | Candidat                                                      | Votes                                                         | %                                                             |
|                                                               | Démocrate                                                     | Lois Capps (sortante)                                         | 171 403                                                       | 68,07                                                         |
|                                                               | Républicain                                                   | Matt Kokkonen                                                 | 80 385                                                        | 31,93                                                         |
| Total des votes                                               | Total des votes                                               | Total des votes                                               | 251 788                                                       | 100%                                                          |
|                                                               | Les Démocrates conservent                                     |                                                               |                                                               |                                                               |

### 2010
| Élection de 2010 du 23e district congressionnel de Californie | Élection de 2010 du 23e district congressionnel de Californie | Élection de 2010 du 23e district congressionnel de Californie | Élection de 2010 du 23e district congressionnel de Californie | Élection de 2010 du 23e district congressionnel de Californie |
| ------------------------------------------------------------- | ------------------------------------------------------------- | ------------------------------------------------------------- | ------------------------------------------------------------- | ------------------------------------------------------------- |
| Parti                                                         | Parti                                                         | Candidat                                                      | Votes                                                         | %                                                             |
|                                                               | Démocrate                                                     | Lois Capps (sortante)                                         | 111 768                                                       | 57,8                                                          |
|                                                               | Républicain                                                   | Tom Watson                                                    | 72 744                                                        | 37,6                                                          |
|                                                               | Libertarien                                                   | Darrell M. Stafford                                           | 3326                                                          | 1,7                                                           |
|                                                               | Write-in                                                      | John V. Hager                                                 | 5625                                                          | 2,9                                                           |
| Total des votes                                               | Total des votes                                               | Total des votes                                               | 193 463                                                       | 100%                                                          |
|                                                               | Les Démocrates conservent                                     |                                                               |                                                               |                                                               |

### 2012
| Élection de 2012 du 23e district congressionnel de Californie | Élection de 2012 du 23e district congressionnel de Californie | Élection de 2012 du 23e district congressionnel de Californie | Élection de 2012 du 23e district congressionnel de Californie | Élection de 2012 du 23e district congressionnel de Californie |
| ------------------------------------------------------------- | ------------------------------------------------------------- | ------------------------------------------------------------- | ------------------------------------------------------------- | ------------------------------------------------------------- |
| Parti                                                         | Parti                                                         | Candidat                                                      | Votes                                                         | %                                                             |
|                                                               | Républicain                                                   | Kevin McCarthy (sortant)                                      | 158 161                                                       | 73,2                                                          |
|                                                               | Indépendant                                                   | Terry Phillips                                                | 57 842                                                        | 26,8                                                          |
| Total des votes                                               | Total des votes                                               | Total des votes                                               | 216 003                                                       | 100%                                                          |
|                                                               | Les Républicains conservent                                   |                                                               |                                                               |                                                               |

### 2014
| Primaire Jungle de 2014 du 23e district congressionnel de Californie | Primaire Jungle de 2014 du 23e district congressionnel de Californie | Primaire Jungle de 2014 du 23e district congressionnel de Californie | Primaire Jungle de 2014 du 23e district congressionnel de Californie | Primaire Jungle de 2014 du 23e district congressionnel de Californie |
| -------------------------------------------------------------------- | -------------------------------------------------------------------- | -------------------------------------------------------------------- | -------------------------------------------------------------------- | -------------------------------------------------------------------- |
| Parti                                                                | Parti                                                                | Candidat                                                             | Votes                                                                | %                                                                    |
|                                                                      | Républicain                                                          | Kevin McCarthy (sortant)                                             | 58 334                                                               | 99,1                                                                 |
|                                                                      | Démocrate                                                            | Raul Garcia (write-in)                                               | 313                                                                  | 0,5                                                                  |
|                                                                      | Républicain                                                          | Mike Biglay (write-in)                                               | 157                                                                  | 0,3                                                                  |
|                                                                      | Indépendant                                                          | Ronald L. Porter (write-in)                                          | 36                                                                   | 0,1                                                                  |
|                                                                      | Libertarien                                                          | Gail K. Lightfoot (write-in)                                         | 31                                                                   | 0,1                                                                  |
|                                                                      | Vert                                                                 | Noah Calugaru (write-in)                                             | 3                                                                    | 0,1                                                                  |
| Total des votes                                                      | Total des votes                                                      | Total des votes                                                      | 58 871                                                               | 100%                                                                 |
| Élection de 2014 du 23e district congressionnel de Californie        |                                                                      |                                                                      |                                                                      |                                                                      |
|                                                                      | Républicain                                                          | Kevin McCarthy (sortant)                                             | 100 317                                                              | 74.8                                                                 |
|                                                                      | Démocrate                                                            | Raul Garcia                                                          | 33 726                                                               | 25.2                                                                 |
| Total des votes                                                      | Total des votes                                                      | Total des votes                                                      | 134 043                                                              | 100%                                                                 |
|                                                                      | Les Républicains conservent                                          |                                                                      |                                                                      |                                                                      |

### 2016
| Élection de 2016 du 23e district congressionnel de Californie | Élection de 2016 du 23e district congressionnel de Californie | Élection de 2016 du 23e district congressionnel de Californie | Élection de 2016 du 23e district congressionnel de Californie | Élection de 2016 du 23e district congressionnel de Californie |
| ------------------------------------------------------------- | ------------------------------------------------------------- | ------------------------------------------------------------- | ------------------------------------------------------------- | ------------------------------------------------------------- |
| Parti                                                         | Parti                                                         | Candidat                                                      | Votes                                                         | %                                                             |
|                                                               | Républicain                                                   | Kevin McCarthy (sortant)                                      | 167 116                                                       | 69,2                                                          |
|                                                               | Démocrate                                                     | Wendy Reed                                                    | 74 468                                                        | 30,8                                                          |
| Total des votes                                               | Total des votes                                               | Total des votes                                               | 241 584                                                       | 100%                                                          |
|                                                               | Les Républicains conservent                                   |                                                               |                                                               |                                                               |

### 2018
| Élection de 2018 du 23e district congressionnel de Californie | Élection de 2018 du 23e district congressionnel de Californie | Élection de 2018 du 23e district congressionnel de Californie | Élection de 2018 du 23e district congressionnel de Californie | Élection de 2018 du 23e district congressionnel de Californie |
| ------------------------------------------------------------- | ------------------------------------------------------------- | ------------------------------------------------------------- | ------------------------------------------------------------- | ------------------------------------------------------------- |
| Parti                                                         | Parti                                                         | Candidat                                                      | Votes                                                         | %                                                             |
|                                                               | Républicain                                                   | Kevin McCarthy (sortant)                                      | 131 113                                                       | 63,7                                                          |
|                                                               | Démocrate                                                     | Tatiana Matta                                                 | 74 661                                                        | 36,3                                                          |
| Total des votes                                               | Total des votes                                               | Total des votes                                               | 205 774                                                       | 100%                                                          |
|                                                               | Les Républicains conservent                                   |                                                               |                                                               |                                                               |

### 2020
| Primaire Jungle de 2020 du 23e district congressionnel de Californie | Primaire Jungle de 2020 du 23e district congressionnel de Californie | Primaire Jungle de 2020 du 23e district congressionnel de Californie | Primaire Jungle de 2020 du 23e district congressionnel de Californie | Primaire Jungle de 2020 du 23e district congressionnel de Californie |
| -------------------------------------------------------------------- | -------------------------------------------------------------------- | -------------------------------------------------------------------- | -------------------------------------------------------------------- | -------------------------------------------------------------------- |
| Parti                                                                | Parti                                                                | Candidat                                                             | Votes                                                                | %                                                                    |
|                                                                      | Républicain                                                          | Kevin McCarthy (sortant)                                             | 107 897                                                              | 66,5                                                                 |
|                                                                      | Démocrate                                                            | Kim Mangone                                                          | 54 375                                                               | 33,5                                                                 |
| Total des votes                                                      | Total des votes                                                      | Total des votes                                                      | 162 272                                                              | 100%                                                                 |
| Élection de 2020 du 23e district congressionnel de Californie        |                                                                      |                                                                      |                                                                      |                                                                      |
|                                                                      | Républicain                                                          | Kevin McCarthy (sortant)                                             | 190 222                                                              | 62,1                                                                 |
|                                                                      | Démocrate                                                            | Kim Mangone                                                          | 115 896                                                              | 37,9                                                                 |
| Total des votes                                                      | Total des votes                                                      | Total des votes                                                      | 306 118                                                              | 100%                                                                 |
|                                                                      | Les Républicains conservent                                          |                                                                      |                                                                      |                                                                      |

### 2022
La Californie a tenu sa Primaire Jungle le 7 juin 2022, selon ce système de Primaire, tous les candidats sont sur le même bulletin de vote, et les deux arrivés en tête s'affronteront le jour de l'Élection Générale, à savoir le 8 novembre 2022.
| Primaire Jungle 2022 du 23e district congressionnel de Californie | Primaire Jungle 2022 du 23e district congressionnel de Californie | Primaire Jungle 2022 du 23e district congressionnel de Californie | Primaire Jungle 2022 du 23e district congressionnel de Californie | Primaire Jungle 2022 du 23e district congressionnel de Californie |
| ----------------------------------------------------------------- | ----------------------------------------------------------------- | ----------------------------------------------------------------- | ----------------------------------------------------------------- | ----------------------------------------------------------------- |
| Parti                                                             | Parti                                                             | Candidat                                                          | Votes                                                             | %                                                                 |
|                                                                   | Républicain                                                       | Jay Obernolte                                                     | 57 988                                                            | 60,9                                                              |
|                                                                   | Démocrate                                                         | Derek Marshall                                                    | 20 776                                                            | 21,8                                                              |
|                                                                   | Démocrate                                                         | Blanca Gomez                                                      | 16 516                                                            | 17.3                                                              |

| Élection de 2022 du 23e district congressionnel de Californie | Élection de 2022 du 23e district congressionnel de Californie | Élection de 2022 du 23e district congressionnel de Californie | Élection de 2022 du 23e district congressionnel de Californie | Élection de 2022 du 23e district congressionnel de Californie |
| ------------------------------------------------------------- | ------------------------------------------------------------- | ------------------------------------------------------------- | ------------------------------------------------------------- | ------------------------------------------------------------- |
| Parti                                                         | Parti                                                         | Candidat                                                      | Votes                                                         | %                                                             |
|                                                               | Républicain                                                   | Jay Obernolte                                                 | 103 197                                                       | 61,0                                                          |
|                                                               | Démocrate                                                     | Derek Marshall                                                | 65 908                                                        | 39,0                                                          |
| Total des votes                                               | Total des votes                                               | Total des votes                                               | 169 105                                                       | 100%                                                          |
|                                                               | Les Républicains conservent                                   |                                                               |                                                               |                                                               |

### 2024
La Californie a tenu sa Primaire Jungle le 5 mars 2024, selon ce système de Primaire, tous les candidats sont sur le même bulletin de vote, et les deux arrivés en tête s'affronteront le jour de l'Élection Générale, à savoir le 5 novembre 2024.
| Primaire Jungle du 23e district congressionnel de Californie | Primaire Jungle du 23e district congressionnel de Californie | Primaire Jungle du 23e district congressionnel de Californie | Primaire Jungle du 23e district congressionnel de Californie | Primaire Jungle du 23e district congressionnel de Californie |
| ------------------------------------------------------------ | ------------------------------------------------------------ | ------------------------------------------------------------ | ------------------------------------------------------------ | ------------------------------------------------------------ |
| Parti                                                        | Parti                                                        | Candidat                                                     | Votes                                                        | %                                                            |
|                                                              | Républicain                                                  | Jay Obernolte (sortant)                                      | 70 208                                                       | 63,4                                                         |
|                                                              | Démocrate                                                    | Derek Marshall                                               | 40 477                                                       | 36,6                                                         |

| Élection de 2022 du 23e district congressionnel de Californie | Élection de 2022 du 23e district congressionnel de Californie | Élection de 2022 du 23e district congressionnel de Californie | Élection de 2022 du 23e district congressionnel de Californie | Élection de 2022 du 23e district congressionnel de Californie |
| ------------------------------------------------------------- | ------------------------------------------------------------- | ------------------------------------------------------------- | ------------------------------------------------------------- | ------------------------------------------------------------- |
| Parti                                                         | Parti                                                         | Candidat                                                      | Votes                                                         | %                                                             |
|                                                               | Républicain                                                   | Jay Obernolte (sortant)                                       | 159 286                                                       | 60,1                                                          |
|                                                               | Démocrate                                                     | Derek Marshall                                                | 105 563                                                       | 39,9                                                          |
| Total des votes                                               | Total des votes                                               | Total des votes                                               | 264 849                                                       | 100%                                                          |
|                                                               | Les Républicains conservent                                   |                                                               |                                                               |                                                               |